# Тэтчелл, Питер
Питер Гэри Тэтчелл (англ. Peter Gary Tatchell; род. 25 января 1952, Мельбурн) — британский активист по борьбе за права человека, известный благодаря многочисленным выступлениям в поддержку прав ЛГБТ.

## Биография
Тэтчелл родился в бедной семье, мать постоянно болела, в результате чего он не смог продолжить своё образование после средней школы в 16 лет он пошёл работать дизайнером. Его правозащитная деятельность началась ещё в школе, когда он принимал участие в кампаниях в поддержку аборигенов Австралии, против смертной казни в Австралии и против войны во Вьетнаме.
Уклоняясь от службы в армии, он в 1971 году переехал в Лондон, где активно принимал участие в ЛГБТ-движении, приняв участие в организации первого в Великобритании гей-прайда. Он продолжил своё образование в Университете Северного Лондона, который окончил со степенью бакалавра по социологии с отличием. Одновременно работал внештатным журналистом, поднимая вопросы оккупации Индонезией Западного Папуа, использования детского труда на британских фермах чая в Малави.
В 1978 году вступил в Лейбористскую партию. В 1983 году был выдвинут на дополнительных выборах в Парламент Великобритании. В ходе кампании он активно подвергался националистическим и гомофобным нападкам и даже подвергся нападению, а из-за статьи для левого журнала, в которой Тэтчелл призвал к внепарламентским методам борьбы (включая прямое действие) против консервативного правительства Маргарет Тэтчер, его осудило собственное партийное руководство в лице Майкла Фута. В итоге Тэтчелл проиграл выборы, набрав 26 % голосов. В 2000 году он вышел из Лейбористской партии и примкнул к Зелёной партии Англии и Уэльса.
Как лидер организации «OutRage!» Тэтчелл принимал участив в борьбе за отмену Параграфа 28. Кампании «OutRage!» имели широкий резонанс и сильную противоречивость. Тэтчелл выступал против войны в Ираке, в то же время призывая к свержению режима Саддама Хусейна.
Он принял участие в московских гей-прайдах в 2006, 2007 и 2009 годах. Во время попытки проведения гей-парада в 2007 году его побили протестующие.
В 1999 году он с группой активистов совершил попытку гражданского ареста президента Зимбабве Роберта Мугабе во время визита в Лондон, обвиняя его в преступлениях против гомосексуалов в возглавляемой им стране. В 2001 году он повторил свою попытку в Брюсселе, при этом телохранители президента его избили. Эти акции имела широкое освещение в прессе, подняв вопрос прав гомосексуалов в Африке. Тэтчелл начал кампанию по бойкоту музыкантов, которые по его мнению призывали к насилию в отношении ЛГБТ.
Тэтчелл также известен благодаря антиимпериалистическим, антивоенным, антиклерикальным, экологическим выступлениям, борьбой за права животных.